# Kruševac
Kruševac (cirill betűkkel Крушевац) városa az azonos nevű község székhelye Szerbiában, a Rasinai körzetben.

## Népesség
- 1948-ban 13 862 lakosa volt.
- 1953-ban 16 638 lakosa volt.
- 1961-ben 21 957 lakosa volt.
- 1971-ben 29 509 lakosa volt.
- 1981-ben 53 071 lakosa volt.
- 1991-ben 58 808 lakosa volt
- 2002-ben 57 347 lakosa volt, melyből 54 690 szerb (95,36%), 1 021 cigány, 427 montenegrói, 159 jugoszláv, 135 macedón, 92 horvát, 26 szlovén, 17 bolgár, 16 magyar, 16 orosz, 12 gorai, 10 cseh, 10 muzulmán, 6 bosnyák, 6 román, 4 német, 4 ukrán, 2 albán, 1 bunyevác, 1 szlovák, 435 ismeretlen.

## A községhez tartozó települések
- Begovo Brdo
- Bela Voda
- Belasica
- Bivolje
- Bovan
- Bojince
- Boljevac
- Brajkovac
- Bukovica
- Buci
- Velika Kruševica
- Velika Lomnica
- Veliki Kupci
- Veliki Šiljegovac
- Veliko Golovode
- Veliko Krušince
- Vitanovac
- Vratare
- Vučak
- Gavez
- Gaglovo
- Gari
- Globare
- Globoder
- Gornji Stepoš
- Grevci
- Grkljane
- Dvorane
- Dedina
- Dobromir
- Doljane
- Donji Stepoš
- Đunis
- Žabare
- Zdravinje
- Zebica
- Zubovac
- Jablanica
- Jasika
- Jošje
- Kamenare
- Kaonik
- Kapidžija
- Kobilje
- Komorane
- Konjuh
- Koševi
- Krvavica
- Kukljin
- Lazarevac
- Lazarica
- Lipovac
- Lovci
- Lukavac
- Ljubava
- Majdevo
- Makrešane
- Mala Vrbnica
- Mala Reka
- Mali Kupci
- Mali Šiljegovac
- Malo Golovode
- Malo Krušince
- Mačkovac
- Meševo
- Modrica
- Mudrakovac
- Naupare
- Padež
- Pakašnica
- Parunovac
- Pasjak
- Pepeljevac
- Petina
- Pozlata
- Poljaci
- Ribare
- Ribarska Banja
- Rlica
- Rosica
- Sebečevac
- Sezemče
- Slatina
- Srndalje
- Srnje
- Stanci
- Suvaja
- Sušica
- Tekija
- Trebotin
- Trmčare
- Ćelije
- Cerova
- Crkvina
- Čitluk
- Šavrane
- Šanac
- Šašilovac
- Šogolj
- Štitare